# Banco Ibi
O Banco Ibi foi um banco de soluções financeiras pertencente ao Bradesco. Inicialmente pertencente a C&A, permaneceu sendo o braço financeiro da rede de lojas de departamento. Esteve presente em todo o Brasil, além de países como Argentina e México.
Era controlado pela própria C&A, até que em junho de 2009, o banco foi comprado pelo Bradesco por 1,4 bilhão de reais, ainda que continuasse a parceria com a cadeia de departamentos.
Ofereceu várias opções de seguros, administrou cartões private label (cartões de lojas) e emitiu cartões de crédito das bandeiras Visa e MasterCard. Também ofereceu empréstimos.
Administrou cartões de crédito da C&A e mais recentemente do Makro Brasil, entre outras lojas.
O nome ibi, derivado da primeira loja C&A no Shopping Ibirapuera em São Paulo, é sempre escrito em minúsculo.
Em 2014, a holding Elopar, pertencente ao Bradesco e ao Banco do Brasil incorpora o Banco Ibi ao recém formado Banco CBSS (anterior Bankpar Arrendamento Mercantil), atual Banco Digio.